# East Milton, Florida
East Milton är en ort (CDP) i Santa Rosa County, i delstaten Florida, USA. Enligt United States Census Bureau har orten en folkmängd på 11 074 invånare (2010) och en landarea på 74,6 km².